# Damp
Damp – miejscowość uzdrowiskowa i gmina w Niemczech, w kraju związkowym Szlezwik-Holsztyn, w powiecie Rendsburg-Eckernförde, wchodzi w skład urzędu Schlei-Ostsee.